# Josef ibn Tabul
Josef ibn Tabul (hebräisch יוסף בן טבל המערבי) (* um 1545 wahrscheinlich im Maghreb; gest. zum Beginn des 17. Jahrhunderts wahrscheinlich in Hebron) war ein jüdischer Gelehrter, Kabbalist und Luria-Schüler. Er wird als ein bedeutender Akteur unter den Schülern des Ari, neben Chaim Vital, beschrieben, die das Wissen und die Lehren ihres Lehrers weitergaben.

## Biografie
Über seine genauen Lebensumstände ist wenig bekannt. Seinem Beinamen gemäß ha-Mugrebi oder ha-Ma´aravi stammte er aus dem Maghreb und möglicherweise war er ein aus Marokko stammender sephardischer Jude.
Ibn Tabul ging in der Blütezeit nach Safed und schloss sich 1570 dem Kreis der Schüler von Luria an. Dabei spielten Zusammenschlüsse kleinerer jüdischer Gruppen, den Havurot (hebräisch חברות havurot, deutsch ‚Gesellschaften‘ ‚Freundschaften‘), während der Zeit der lurianischen Kabbala eine wichtige Rolle. Ibn Tabul gehörte zu denjenigen, die direkt vom Ari unterrichtet wurden. Nach Lurias Tod blieb Ibn Ṭabūl in Safed und begann, die Lehren seines Lehrers zu verbreiten. 
Ibn Tabul wiederum unterrichtete von 1570 bis 1580 an der Schule von Safed. Er bildete dort viele Schüler aus, darunter etwa Shimshon Baki, Israel Sarug, Samuel ibn Sid.
Die Spannungen und konkurrierende Beziehung zwischen Chaim Vital und ihm wuchsen. Unter anderem sprach Vital in seiner mystischen Autobiografie, dem Sefer Ha-Chezjonot („Buch der Visionen“) abfällig über ibn Tabul. Im hohen Alter ging er in das von den Osmanen beherrschte Ägypten und blieb dort mehrere Jahre. Offenbar kehrte er zu Beginn des 17. Jahrhunderts nach Eretz Israel zurück und starb in Hebron.
Ibn Tabul gilt insbesondere als Autor einer vollständigsten Version der lurianischen Tzimtzum-Theorie.

## Werke (Auswahl)
- Sefer ha-Drushim
- Yiḥudim (Hymnen über die Einheit Gottes)
- Idra Raba Kommentar zum  Idra  Raba,  Israel Weinstock, Tmirin, Vol 2, Jerusalem 1981